# Línea Verde (Metro de Cleveland)
La Línea Verde (en inglés: Green Line) es una línea de tren ligero del Metro de Cleveland. La línea opera entre las estaciones Tower City–Public Square y Green Road.